# Krise
Eine Krise (altgriechisch krisis (κρίσις) und lateinisch crisis) ist im Allgemeinen ein Höhepunkt oder Wendepunkt einer gefährlichen Konfliktentwicklung in einem natürlichen oder sozialen System, dem eine massive und problematische Funktionsstörung über einen gewissen Zeitraum vorausging und der eher kürzer als länger andauert.
Die mit dem Wendepunkt verknüpfte Entscheidungssituation bietet in der Regel sowohl die Chance zur Lösung der Konflikte als auch die Möglichkeit zu deren Verschärfung. Dass es sich hierbei um einen Wendepunkt handelt, kann jedoch oft erst konstatiert werden, nachdem die Krise abgewendet oder beendet wurde. Nimmt die Entwicklung einen dauerhaft negativen Verlauf, so spricht man von einer Katastrophe (wörtlich in etwa „Niedergang“).
Verschiedene Arten von Krisen werden in zahlreichen Wissenschaften thematisiert. Dazu zählen unter anderem Psychologie, Politikwissenschaft, Militärwissenschaft, Wirtschaftswissenschaft, Ökologie, Soziologie, Medizin und die Systemtheorie.

## Wortherkunft und Abgrenzung
Krise ist ein aus dem Griechischen stammendes Substantiv (Alt- und gelehrtes Griechisch κρίσις krísis – ursprünglich ‚Meinung‘, ‚Beurteilung‘, ‚Entscheidung‘ – später im Sinne von ‚Zuspitzung‘ verwendet), das zum altgriechischen Verb krínein führt, welches „trennen“ und „(unter-)scheiden“ bedeutet. Auf das gleiche Verb geht auch das Substantiv „Kritik“ zurück.
Ins Deutsche wurde das Wort von der lateinischen crisis entlehnt und ist seit dem 16. Jahrhundert nachweisbar, erst in medizinischen Zusammenhängen vor allem fieberhafter Erkrankungen, wo es die sensibelste Krankheitsphase bezeichnete, der bei glücklichem Verlauf der Infektion (ohne Möglichkeit der Antibiotikagabe) eine Entfieberung innerhalb eines Tages folgte und die endgültige Krankheitsabwehr (bei Hippokrates während der sogenannten Entscheidungstage) einläutete, später auch in allgemeineren Zusammenhängen (siehe oben).
Das zugehörige Verb kriseln ist dagegen eher informell und in der Hoch- und Schriftsprache (noch) wenig gebräuchlich.
Als Krisen bezeichnet das Krisenforschungs-Institut an der Universität Kiel alle internen oder externen Ereignisse, durch die akute Gefahren drohen für Lebewesen, für die Umwelt, für die Vermögenswerte oder für die Reputation eines Unternehmens bzw. einer Institution. Unterschieden werden drei Arten von Krisen: Bilanzielle Krisen („Pleiten“), kommunikative Krisen („Skandale“) und operative Krisen („Störungen“). Pro Jahr ereignen sich nach den Erhebungen des Instituts im deutschsprachigen Europa rund 25.000 bis 40.000 bilanzielle Krisen sowie ca. 250 bis 280 (öffentlich gewordene) operative und kommunikative Krisen.
Der Krisenmanager Steven Fink sieht Unternehmenskrisen nicht als etwas notwendigerweise Negatives. Er definiert Vorläufer der Krise aus dem Blickwinkel der Wirtschaft als jede „prodromal situation“ (wörtlich „vorausgehende Situation“, also eine Phase, die Warnsignale für das Auftreten einer Krise beinhaltet), welche die Gefahr birgt,
- sich so zuzuspitzen, dass sie schwer beherrschbar wird,
- den Argwohn der Massenmedien oder der Regierung auf sich zu ziehen,
- die reguläre Geschäftstätigkeit zu beeinträchtigen.[12]

Charakteristika einer Krise sind nach Anthony J. Wiener und Herman Kahn eine dringende Notwendigkeit von Handlungsentscheidungen, ein durch die Entscheidungsträger wahrgenommenes Gefühl der Bedrohung, ein Anstieg an Unsicherheit, Dringlichkeit und Zeitdruck und das Gefühl, das Ergebnis sei von prägendem Einfluss auf die Zukunft. Außerdem haben es die Entscheidungsträger oft mit unvollständiger oder verfälschter Information zu tun. Auf emotionaler Ebene entsprechen ihr Verzweiflung oder Zorn/Wut. Die subjektive Seite der Krise ist ihre Wahrnehmung durch den Betroffenen, die objektive die (historisch zurückblickende und) Einzelfaktoren zusammen bewertende, distanzierte Sicht.
Im Konzept der „kritischen Situation“ darf nicht jede kritische Situation mit einer Krise gleichgesetzt werden. Krisen bestehen im Allgemeinen aber aus einer Ansammlung kritischer Situationen. Kritisch bedeutet hierbei, dass es sich um für den weiteren Verlauf des Gesamtprozesses entscheidende Phasen handelt. Kritische Situationen können dabei geplant sein, vorhersehbar sein oder völlig unerwartet eintreten.

## Psychische Krise

### Merkmale psychischer Krisen
Eine psychische Krise (ungenauer auch „psychologische Krise“) oder eine Krisensituation ist für die Psychotherapie, Klinische Psychologie und Psychiatrie (siehe Psychiatrische Krise) wie überhaupt im gesamten psychosozialen Bereich ein durch ein überraschendes Ereignis oder akutes Geschehen hervorgerufener schmerzhafter seelischer Zustand oder Konflikt innerhalb einer Person (innerpsychische Krise) oder zwischen mehreren beteiligten Personen. Er entsteht, wenn sich eine Person oder eine Gruppe Hindernissen auf dem Weg zur Erreichung wichtiger Lebensziele oder bei der Alltagsbewältigung gegenübersieht und diese nicht mit den gewohnten Problemlösungsmethoden bewältigen kann.
Eine Krise in diesem Sinne äußert sich als plötzliche oder fortschreitende Verengung der Wahrnehmung, der Wertesysteme sowie der Handlungs- und Problemlösungsfähigkeiten. Eine Krise stellt bisherige Erfahrungen, Normen, Ziele und Werte in Frage und hat oft für die Person einen bedrohlichen Charakter. Sie ist zeitlich begrenzt.
Eine langanhaltende Krise ohne entsprechende Bewältigungsstrategien des Individuums ist häufig mit psychosomatischen Beschwerden und/oder psychischen Erkrankungen wie der Angststörung, Persönlichkeitsstörung und Depressionen verbunden und kann unter Umständen zu Vermeidung, Prokrastination, Suizidalität, Schlafstörung, Essstörung, Stress, Suchtverhalten oder anderen negativen Begleiterscheinungen führen.

### Modelle psychischer Krisen
Die Psychoanalytikerin Verena Kast stellte ein Krisenmodell vor, das die kreativen Potentiale des Krisenprozesses in den Vordergrund stellt. Sie nimmt an, dass es bei den verschiedenartigsten Krisentypen (Wachstumskrisen, Reifungskrisen, Trauerkrisen usw.) einen typischen Verlauf gebe. Dieser lasse sich in einigen Phasen darstellen und ermögliche dem Therapeuten eine schnelle diagnostische Beurteilung zur Einleitung einer Krisenintervention. Kast unterscheidet – in dieser Folge – im Anschluss an die krisenhafte Situation eine Vorbereitungsphase, in der der Betroffene alles Material sowie Meinungen sammle, die für ihn hilfreich sein könnten; eine Inkubationsphase, in der das Problem und das gesammelte Material unbewusst verarbeitet würden; eine Einsichtsphase, in der die bisherige Entwicklung erstmals rückblickend verstanden werde; und eine Verifikationsphase, in der die bis hierhin gewonnene Einsicht weiter geformt und geprüft werden könne. Wie bei allen Phasenmodellen muss der Behandelnde/Begleiter der Indexperson sich darüber im Klaren sein, dass Phasenmodelle immer nur eine idealisierte Annäherung an die beobachtete Situation ermöglichen. Der Betroffene wird die Phasen in seinem Krisenprozess nicht in linearer Abfolge durchlaufen, sondern auch Rückschritte erleben.
Der amerikanische Sozialpsychiater G. Caplan hat ebenso ein Modell für die Lebenskrise aufgestellt. Er teilt diese dazu in vier Phasen ein: In der ersten Phase kämpft der Betroffene gegen sein Unwohlsein und Unwohlbefinden an, vertieft sich damit allerdings jedes Mal stärker in den personalen Konflikt. In der zweiten Phase bemerkt er, in welchem Zustand er sich befindet und dass die allgemeine Problemlösung nicht zum erhofften Ziel führt. Diese beiden Phasen fallen bei den meisten Menschen in psychischen Krisen sehr ähnlich aus. Differenzierter ist dagegen der Ausweg, die dritte Phase. Dort kann der Betroffene zwei Wege einschlagen. In der einen Variante zieht sich der Betroffene vollkommen zurück und distanziert sich von Menschen sowie von seinen Erwartungen und Zielvorstellungen, damit er keine Enttäuschung mehr empfinden kann. Die andere Variante führt dazu, dass der Betroffene genau das Gegenteil anstrebt und alle noch verbleibenden Kräfte mobilisiert, um einen positiven Ausweg aus der Krise zu finden. Er kann unbekannte Fähigkeiten entwickeln und dadurch die Krise bewältigen. Die vierte und damit letzte Phase tritt ein, wenn der vorherige Schritt ebenfalls keine Verbesserung der Lage hervorbringt. Hier befindet sich der Betroffene vollkommen in einer Krise, trotz sporadisch fehlender Anzeichen. Innerlich steht die Persönlichkeit kurz vor einem Zusammenbruch. Dies führt dann letztendlich zu Orientierungs- und Hilflosigkeit.
In Krisensituationen ist es geboten, sich Unterstützung zu suchen. Das kann das Gespräch mit Vertrauten und Freunden sein oder die Inanspruchnahme professioneller Hilfe. Diese ist unabdingbar, wenn der Betroffene keinen Ausweg mehr aus seiner Situation sieht und er nicht in der Lage ist, eine neue Strategie zur Problemlösung zu entwickeln.
Der Soziologe Ulrich Oevermann hat eine krisentheoretische Begründung der Soziologie vorgelegt, in der das Gegensatzpaar Krise und Routine zentral ist. Der Ansatz versteht sich zugleich als Praxistheorie in der Tradition des Strukturalismus wie auch des Pragmatismus. Dabei wird zwischen drei grundlegenden Krisentypen unterschieden: 1.) „Brute fact“ Krisen, die unmittelbar über ein Subjekt hereinbrechen, wie z. B. bei einem Autounfall. 2.) Entscheidungskrisen, die schon sehr viel weniger unmittelbar sind und an ein gewisses Zeitfenster gebunden sind, in dem die bestehende krisenhafte Ungewissheit, welche Handlung die Richtige wäre, zeitlich limitiert mit einer Entscheidung beendet werden muss, wobei gilt, dass auch eine Nicht-Entscheidung faktisch auf eine Entscheidung hinausläuft. 3.) „Krisen durch Muße“, die sich ohne jede Fremdbestimmung und äußere Zwänge einstellen einfach deshalb, weil man sich mit einem Gegenstand zweckfrei um seiner selbst willen beschäftigt und bei dieser Versenkung in den Gegenstand Details an ihm entdeckt werden, die bisherigen Wahrnehmungsweisen widersprechen, sodass letztere in die Krise geraten. Oevermann versteht unter einer Krise generell die Infragestellung von Wahrnehmungsroutinen, das Aufbrechen von festen Prädikationen eines Gegenstands, das Auftauchen von Fraglichkeiten, die Entstehung von Ungewissheit. Während bei einer Routine der Gegenstand X fest mit einem Prädikat P verbunden ist und somit auf eine spezifische Weise bestimmt wird, rückt in einer Krise der Gegenstand wieder in seine unprädizierte „X“-Haftigkeit zurück, in seine unbestimmte Besonderheit, die es erst auf den Begriff zu bringen gilt. Aus der Sicht dieser Krisentheorie gibt es nicht nur negativ empfundene Krisen, sondern ebenso positive, etwa ein überwältigender Orgasmus, um nur ein Beispiel zu nennen.
Gerald Caplan bezeichnete die Veränderungkrise (oder auch Übergangskrise) im Jahr 1987 als eine Krise die auftritt, wenn die Person sich einer Veränderung bewusst wird und dadurch Verhaltensweisen wie Rückzug, Resignation oder Zukunftsangst und Versagengefühle zeigt. Sie ist meist vorübergehend, bis sich die Person an die Veränderung gewöhnt hat. Als traumatische Krise (oder auch Schicksalskirse) bezeichnete Johan Cullberg 1978 eine Krise, die auf ein traumatisches Ereignis und meist plötzlichen „Schicksalsschlag“ zurückzuführen ist, die Personen einen Schock verspüren lässt und/oder zu Trauer, Wut, Verzweiflung, Suizidalität oder Suchtverhalten führt.
Die Krise wird in der Psychoanalyse als ein wichtiger Bestandteil für die psychosoziale Entwicklung angesehen. So beschreibt der Psychoanalytiker Erik H. Erikson in seinem Stufenmodell der psychosozialen Entwicklung 8 Lebensabschnitte, in welchen sich das Individuum bestimmten Krisen stellen muss, die Auswirkungen auf die Zukunft des Individuums haben. Auch Sigmund Freud sieht die Krise als einen wichtigen Bestandteil der Entwicklung in seinem Modell der psychosexuellen Entwicklung an. In seinem Strukturmodell der Psyche beleuchtet er außerdem den innerpsyischen Konflikt bzw. Krise zwischen Ich, Es und Über-ich.
Persönliche Krisen lassen sich ebenfalls unterteilen in die Existenzkrise bei einer Gefährdung grundlegender Bedürfnisse, die Identitätskrise bei einer Infragestellung der eigenen Persönlichkeit und die Schaffenskrise bei einer starken Kreativblockade.
Eine Midlife-Crisis bezeichnet den psychischen Zustand der Unsicherheit im Lebensabschnitt von etwa 30 oder 40 bis 50 Jahren.

### Bewältigung psychischer Krisen
Bei intensiveren psychischen Problemen raten viele Ärzte und Psychologen zu einer so genannten Krisenintervention. Gerade bei geringeren psychischen Auswirkungen kann die Krisenbewältigung auch nur durch Familie und Freunde unterstützt und ansonsten auf Selbstheilungskräfte vertraut werden. Das ist zugleich auch die häufigste Art der Krisenbewältigung. Wie in der zweiten Variante der dritten Phase aus Caplans Krisenmodell beschrieben, können in Krisen neue Fähigkeiten entdeckt oder „wiederbelebt“ werden. Ein populäres Beispiel ist künstlerische Arbeit, durch die sich die Betroffenen ausdrücken können. Unter anderem geschieht dies durch Musik, wie zum Beispiel in Herbert Grönemeyers Single Mensch zur Verarbeitung des Todes seiner Frau oder Eric Claptons Lied Circus Left Town, das die Trauer über den Tod seines Sohnes Conor behandelt. Der Effekt der Verarbeitung durch musikalische Auseinandersetzung wird auch durch die Musiktherapie genutzt. Nach erfolgreicher Krisenbewältigung kann im auslösenden Ereignis ggf. ein Sinn gefunden werden. Als Folgereaktion auf eine nicht angemessen bewältigte Krise kann die posttraumatische Belastungsstörung (PTBS) auftreten.
Die Fähigkeit, Krisen bewältigen und ertragen zu können, wird auch als Resilienz bezeichnet.

#### Gefühlsachterbahn nach Hurst & Shepard
Joe B. Hurst und John W. Shepard haben charakteristische Verläufe unterschiedlicher Gefühlsphasen im Rahmen einer Krisenbewältigung als Roller Coaster Ride, als Achterbahnfahrt der Gefühle beschrieben. Folgende Phasen werden unterschieden:
1. Vorahnung: Der Betroffene antizipiert eine bevorstehende Krise (zum Beispiel eine mögliche Kündigung) und kalkuliert die (finanziellen und emotionalen) Kosten sowie seine Reaktionen.

2. Schock: Der Betroffene braucht Zeit, seine Situation vollständig zu erfassen und zu realisieren.

3a. Trauer: Der Betroffene nimmt sich eine Auszeit und Zeit zur Trauer. Oft kommt es dabei – nach einer Weile – zur Erleichterung: Die Ungewissheit, das Warten hat ein Ende.

3b. Anstrengung: Neue Pläne werden erstellt. Leichte Hoffnung setzt ein. Der Betroffene fasst Mut, strengt sich an. Gibt es erste Erfolgserlebnisse, geht es direkt über zu Phase 6.

4a. Sorge: Die Hoffnung mischt sich mit Selbstzweifeln: Was, wenn ich es nicht schaffe? Aus temporären Sorgen können größere (Existenz-)Ängste erwachsen.

4b. Leugnung: Die Bewältigungsbemühungen bleiben erfolglos, trotzdem wird die Situation positiv gedeutet.

4c. Wut: Fehlender Erfolg führt zu Frustration und Wut. Schuldzuweisungen dominieren.

4d. Aufgabe: Weitere Erfolglosigkeit führt zur Resignation.

4e. Depression: Andauernder Misserfolg führt zu Selbstwertverlust und depressiven Reaktionen.

5. Hoffnung: Durch äussere Ereignisse mobilisieren Hoffnung und neue Kräfte. Bei erneutem Misserfolg setzt ein neuer 4er-Zyklus ein.

6. Enthusiasmus: Bei erstem Erfolg werden physische und psychische Ressourcen aktiviert. Euphorische Gefühlszustände treten auf.

7a. Überwindung: Die Krise ist überstanden. Der Betroffene hat seine Katharsis durchlebt und ist daraus vielleicht resilienter hervorgegangen.

7b. Neuer Zyklus: Gelingt die Überwindung nicht, kann es erneut zu einem Absturz auf Stufe 4 kommen. Gegebenenfalls wird psychotherapeutische Unterstützung notwendig.

### Krisendienst
Ein Krisendienst, der Tag und Nacht zur Verfügung steht, ist z. B. die Telefonseelsorge mit landesweit einheitlicher kostenloser Rufnummer
| Deutschland | 0800 111 0 111 0800 111 0 222 | Telefonseelsorge.de                              |
| Deutschland | 116 111                       | „Nummer gegen Kummer“ für Kinder und Jugendliche |
| Österreich  | 142                           | Telefonseelsorge.at                              |
| Österreich  | 147                           | „Rat auf Draht“ für Kinder und Jugendliche       |
| Schweiz     | 143                           | 143.ch („Die Dargebotene Hand“)                  |
| Schweiz     | 147                           | 147.ch (Telefonberatung für Jugendliche)         |
Dort kann man auch Adressen von örtlichen Beratungsstellen erfahren. In vielen Städten gibt es spezielle Krisendienste für psychosoziale Probleme, die den Hilfesuchenden auch zuhause aufsuchen können. Auch bei Gewalt und Gewaltdrohung (Häusliche Gewalt) und bei Vergewaltigung gibt es entsprechende direkte Hilfen. Besondere Krisendienste gibt es für psychisch Kranke, für Alkoholiker, für Frauen, Männer, Kinder, Jugendliche und für viele andere Gruppen.

## Internationale (politische) Krisen

### Eskalationsstufen in internationalen Beziehungen
Der Eskalationsbegriff ist erst in den 1960er Jahren in seinem internationalen Zusammenhang definiert worden, wie der US-Politologe Herman Kahn feststellte. In der Literatur wird mit Eskalation der Übergang zu einem höheren Intensitätsgrad in internationalen Konfliktsituationen bezeichnet.
Gegensätzliche Interessen und Bedürfnisse rufen Spannungssituationen hervor, die sich auf einer bestimmten Stufe zu äußeren Konflikten entwickeln können. So müssen auch internationale Konflikte beschrieben werden, deren scharfe Form als internationale Krise bezeichnet wird, sobald latent oder akut die Gefahr der bewaffneten Austragung droht.
In der Praxis wird das „Messen“ des jeweiligen Eskalationsgrades davon abhängen, welche Kriterien man zugrunde legt. Nach Kahn können das im Sinne der Eskalationsspirale sein: der Grad der erkannten Bedrohung oder selbst beabsichtigten Drohung; das Ausmaß der (erwarteten) Gewaltanwendung; der bereits eingetretene Schaden; der entschlossene und/oder rücksichtslos bewiesene eigene Wille; die überschrittenen Präzedenzfälle, der Grad der Provokation; die Wahrscheinlichkeit eines gewaltsamen Ausbruchs; der offenkundige Abstand zum Ausbruch eines bewaffneten Konfliktes (Krieges).

### Merkmale der internationalen Krisen
Charakteristika einer Krise sind nach Anthony J. Wiener und Herman Kahn die Ungewissheit und die Intensität der Konfrontation, „bei der die verschiedenen Beteiligten glauben, dass es sich um einen bedeutsamen Wendepunkt im geschichtlichen Ablauf handelt.[…] Das Ergebnis wird bis zu einem gewissen Grade für ungewiss gehalten; wenn es gewiss wäre, brauchte man keine Krisenmaßnahmen zu treffen. Schließlich gibt es gewöhnlich schwerwiegende Entscheidungen zu kritischen Zeitpunkten zu treffen.“
Zu ihrem Charakter gehört ein gewisses unkontrollierbares Element, das nicht berechenbar ist, weil unübersehbar viele Faktoren und die Multipolarität der politischen Interessen der Beteiligten (Betroffenen) schwer einzuschätzen ist. Mit dieser Unberechenbarkeit hat sich bereits Carl von Clausewitz im 19. Jahrhundert mit dem Blick auf die Anwendung der äußeren Gewaltelemente beschäftigt. „Hier verlässt also die Tätigkeit des Verstandes das Gebiet der strengen Wissenschaft, der Logik und Mathematik und wird im weiten Verstand des Wortes zur Kunst, d. h. zur Fertigkeit, aus einer unübersehbaren Menge von Gegenständen und Verhältnissen die wichtigsten und entscheidenden durch den Takt des Urteils herauszufinden.“
Außerdem haben es die Entscheidungsträger oft mit unvollständiger oder verfälschter Information zu tun.
- Die internationale Krise stellt eine scharfe, konfrontative Form der Austragung von politischen Widersprüchen und Gegensätzen zwischen Staaten (Staatengruppen) dar, in der gewaltfreie und in zunehmendem Maße gewaltsame Mittel und Methoden angewendet werden, ohne dass zum äußersten Mittel, dem bewaffneten Kampf, gegriffen wird.
- Das Entstehen einer Krise zeigt an, dass sich der internationale Konflikt bis zu einem Kulminationspunkt bzw. bis zu einer gefährlichen Grenze entwickelt hat, von der aus eine gewaltsame bewaffnete Auseinandersetzung zwischen den Staaten (Staatengruppen) droht.
- Die internationale Krise bezeichnet einerseits einen bestimmten Spannungszustand (Status) und wird andererseits durch die politischen Prozesse (Verlaufsformen) in der Gegenwart und Zukunft charakterisiert.
- Weltpolitische Krisen sind nur solche, die über den Kreis der unmittelbar Beteiligten hinauswirken und die Gefahr der globalen Eskalation in sich tragen.[28]

Winston Churchill verwendete die Bezeichnung Krise (en. crisis) für die unmittelbare Periode vor Ausbruch des 1. Weltkrieges (die Woche vom 24.–30. Juli 1914): der strategische Aufmarsch von Heer und Flotte ist abgeschlossen und in den spannungsgeladenen Tagen vor Ausbruch der Feindseligkeiten steht die Entscheidung über Frieden und Krieg auf Messers Schneide. In dieser Situation war ein Wendepunkt erreicht, an dem über die Preisgabe oder die bewaffnete Durchsetzung geltend gemachter Interessen von der einen oder anderen Seite entschieden werden musste.

### Geschichtswissenschaft und Politologie
In der Geschichtsforschung und der Politologie spricht man von Krisen meist im Sinne einer Zuspitzung von Konflikten, die zu Rebellionen, Revolutionen oder auch Kriegen führen können. Bekannte Beispiele für historische Krisen sind die Reichskrise des 3. Jahrhunderts, die Julikrise (1914), die zum Ausbruch des Ersten Weltkriegs führte, die Suezkrise (1956) und die Kuba-Krise (1962). Ein prominentes Beispiel aus der jüngsten Vergangenheit ist die „Krise in der Ukraine“, die zum Krieg in der Ukraine seit 2014 führte. Auch die Flüchtlingskrise in Europa ab 2015 ist noch nicht beendet.

### Legaldefinition der Krise in der EuropäischenUnion
Der Begriff Krise ist legal definiert. Die Vergabeverordnung Verteidigung und Sicherheit (VSVgV) der Europäischen Union definiert in Paragraf § 4 eine Krise als jede Situation, in der ein Schadensereignis eingetreten ist, das deutlich über die Ausmaße von Schadensereignissen des täglichen Lebens hinausgeht und
1. dabei Leben und Gesundheit zahlreicher Menschen erheblich gefährdet oder einschränkt,
2. eine erhebliche Auswirkung auf Sachwerte hat oder
3. lebensnotwendige Versorgungsmaßnahmen für die Bevölkerung erforderlich macht.[31]

Eine Krise bestehe auch, wenn konkrete Umstände dafür vorliegen, dass ein solches Schadensereignis unmittelbar bevorsteht.
Bewaffnete Konflikte und Kriege sind Krisen im Sinne dieser EU-Verordnung.

## Andere Themenbereiche

### Wirtschaft und Finanzen
Im 19. Jahrhundert setzt sich über die politischen Lager hinweg die Auffassung durch, dass Industriegesellschaften und somit auch jede kapitalistische Wirtschaft periodisch von Krisen heimgesucht wird, die entweder aus liberaler Sicht – so bei Henry George – als Preis des Fortschritts oder in der marxistischen Krisentheorie als dessen Hindernis. Marx und Engels stellen in Zur Kritik der politischen Ökonomie die Krise als Logik jeglicher wirtschaftliche Entwicklung des Kapitalismus dar, der durch immer heftigere Konjunkturkrisen und Disproportionen (wie zwischen der Realwirtschaft und der Finanzwirtschaft) gekennzeichnet ist. Dabei wird als allgemeine Ursache hierfür der durch den technischen Fortschritt und durch wachsende Akkumulation bedingte tendenzielle Rückgang der Profitrate angesehen.
Die Konjunkturtheorie setzt sich mit der Krise einer Volkswirtschaft auseinander. Die Konjunkturphasen bestehen dabei Gottfried Haberler zufolge aus Expansion (Prosperität) und Kontraktion (Depression), wobei die letztere durch einen Wendepunkt (Krise) eingeleitet werde.
Die Rezession selbst ist noch keine Krise im strengen Sinne. In einer großen konjunkturellen Krise geht das Absatzvolumen zurück, die Produktion sinkt, der Preisauftrieb lässt nach, Investitionen sind nicht mehr rentabel, es kommt zu Insolvenzen, Massenentlassungen und Arbeitslosigkeit. Die moderne Konjunkturtheorie sieht die Ursachen der endogenen Krisen im Zusammenwirken verschiedener Faktoren, wobei monetäre Einflüsse von besonderer Bedeutung sein können. Durch Konjunkturforschung, Politik der Zentralbanken, Eingriffsmöglichkeiten des Staates und internationale Zusammenarbeit sollen scharfe Konjunkturausschläge abgemildert und große endogene Krisen künftig vermieden werden.
Je nach Umfang und Ausmaß einer Krise unterscheidet man weltweit auch durch Contagion-Effekte um sich greifende Krisen (Weltwirtschaftskrise oder die Weltfinanzkrise 2007–2008), auf einen Staat begrenzte Wirtschaftskrisen wie die griechische Staatsschuldenkrise, die auf einen Markt oder Wirtschaftszweig begrenzte Strukturkrise oder Marktstörung wie die Kursaussetzung, die Unternehmenskrise oder die Bankenkrise. Finanzkrisen können auf einen Staat begrenzt sein oder weltweite Auswirkungen haben.

### Ökonomie
Energiekrise nennt man eine durch Energieknappheit verursachte Krise; sie hat negative ökonomische und soziale Folgen (siehe auch Ölpreiskrise).
Bei einem starken Wassermangel in einer Region wird auch von einer Wasserkrise gesprochen.

### Ökologie
Klimakrise beschreibt die ökologische, politische und gesellschaftliche Krise im Zusammenhang mit der menschengemachten globalen Erwärmung. Es wird, ähnlich wie Klimakatastrophe, im öffentlichen Diskurs zunehmend anstelle von harmloser klingenden Begriffen wie Klimawandel gebraucht, um die Tragweite der globalen Erwärmung zu verdeutlichen.

### Medizin
In der Medizin werden zum einen krisenhafte körperliche Zustände als Krisen bezeichnet (z. B. cholinerge Krise oder hypertensive Krise), zum anderen auch Phänomene wie die durch die COVID-19-Pandemie verursachte „Coronakrise“.

### Philosophie
In der Philosophie werden persönliche Krisen beschrieben wie zum Beispiel Sinnkrisen, bei denen der Mensch nach dem Sinn des Lebens sucht, andererseits auch gesellschaftliche und politische Krisen.
Antonio Gramsci schrieb: „Die Krise besteht gerade in der Tatsache, dass das Alte stirbt und das Neue nicht zur Welt kommen kann: in diesem Interregnum kommt es zu den unterschiedlichsten Krankheitserscheinungen.“

### Mathematik und Physik
In der Mathematik und Physik spricht man nicht von „Krisen“, aber von kritischen Punkten – siehe Kritischer Punkt (Mathematik) und Kritischer Punkt (Thermodynamik) – sowie in der Physik von kritischen Phänomenen.

## Polykrise
Der Begriff Polykrise (franz. polycrise, engl. polycrisis) wurde erstmals 1993 im Buch Terre-Patrie von dem französischen Soziologen Edgar Morin und der Journalistin Anne-Brigitte Kern eingeführt. Dort argumentierten sie, dass in der Gegenwart nicht mehr einzelne Bedrohungen herausgegriffen werden könnten, sondern verschiedene Probleme miteinander verbunden seien. Der damalige EU-Kommissionspräsident Jean-Claude Juncker adaptierte 2018 den Begriff in einer Rede, um die aus seiner Sicht zahlreichen Krisen, die die EU in den 2010er-Jahren erschüttert hatten, zu beschreiben. Prominente Personen, die zu Polykrisen forschen, sind der Wirtschaftshistoriker Adam Tooze und der Politologe Thomas Homer-Dixon. Auch der Global Risks Report 2023 des Weltwirtschaftsforums nutzt den Begriff.
Angesichts zeitgleicher Weltereignisse wie der Klimakrise, der COVID-19-Pandemie und des Russisch-Ukrainischen Krieges wird vermehrt für ein neues Verständnis miteinander verwobener Krisen als eine komplexe „Polykrise“ geworben. Durch die Synchronisation der Krisenphänomene könne von deren gegenseitiger Beschleunigung und Verstärkung ausgegangen werden. Außerdem sei es möglich, dass aktuell bestehende Krisen durch einen Dominoeffekt neue Krisen hervorrufen, welche ihrerseits wiederum durch Rückkopplungen diese bereits existierende Krisen weiter verschärfen.
Neben einem zunehmenden Interesse in den Politikwissenschaften gewinnt die Polykrise auch in Publikationen der Wirtschaftswissenschaft zunehmend an Bedeutung. Christian Breuer charakterisiert in der Zeitschrift Wirtschaftsdienst die Polykrise als Gefangenendilemma bzw. „ungelöstes Koordinierungsproblem“ zwischen globale Akteuren.